# Michael Larsen
Michael Larsen (Odense, 16 ottobre 1969) è un ex calciatore danese, di ruolo centrocampista,.

## Carriera

### Club
Cresciuto nelle giovanili dell'Odense (club della sua città natale), ha esordito nella massima serie danese nel 1989 con la maglia del B 1913, retrocedendo in seconda serie a causa del penultimo posto finale. Nel gennaio del 1992 passò in massima serie al Silkeborg, club del quale divenne una bandiera, rimanendovi per 10 stagioni. L'esordio avvenne il 22 marzo 1992 contro il Brøndby, gara terminata 1-1.
Il 17 luglio 1993 giocò per la prima volta in Intertoto, nella partita contro il Tirol Innsbruck. Il vero esordio nelle coppe europee (all'epoca la Coppa Intertoto non era riconosciuta come torneo ufficiale UEFA) avvenne il 10 agosto 1994 nella gara contro la Dinamo Kiev valida per il turno preliminare di Champions League; fu titolare anche due settimane più tardi nelle gare di ritorno che sancì l'eliminazione dei danesi.
Pochi mesi prima aveva vinto con il Silkeborg il primo storico campionato, avendo la meglio sul Copenaghen. Nella stagione 2000/2001 si tolse la soddisfazione di portare a casa un altro storico titolo per il Silkeborg, la prima Coppa di Danimarca, vinta contro l'AB, giocando titolare la finale vinta per 4-1.
Appena due stagioni dopo, però, conobbe la sua seconda retrocessione in carriera, con la squadra che terminò il campionato al penultimo posto; al termine della stagione Larsen si ritirò dal calcio giocato.

### Nazionale
Tra il 1990 e il 1992 giocò sette gare con la nazionale Under-21 danese. Prese parte al Campionato europeo di calcio Under-21 1992 in cui la sua nazionale fu eliminata in semifinale dai futuri campioni dell'Italia, garantendosi la qualificazione alle Olimpiadi.
Grazie a questo risultato partecipò ai giochi olimpici di Barcellona 1992: rimasto in panchina nella prima gara contro il Messico, divenne titolare nella successiva gara contro il Ghana terminata a reti inviolate e anche nella decisiva sconfitta contro l'Australia, che costò ai danesi l'eliminazione.
Nel 1993 giocò due gare con la nazionale maggiore, senza mettere a segno reti: esordì il 24 febbraio 1993 contro l'Argentina, nella gara univa valida per la Coppa Artemio Franchi; entrò all'ultimo minuto dei tempi supplementari al posto di Henrik Larsen, per altro senza essere coinvolto nella lotteria dei rigori che diede la vittoria ai sudamericani. La sua seconda e ultima gara fu quella contro l'Albania, valida per le qualificazioni al campionato mondiale di calcio 1994, disputata il 2 giugno 1993 e terminata con un netto 4-0 per i danesi.

## Statistiche

### Cronologia presenze e reti in nazionale
| Cronologia completa delle presenze e delle reti in nazionale ― Danimarca | Cronologia completa delle presenze e delle reti in nazionale ― Danimarca | Cronologia completa delle presenze e delle reti in nazionale ― Danimarca | Cronologia completa delle presenze e delle reti in nazionale ― Danimarca | Cronologia completa delle presenze e delle reti in nazionale ― Danimarca | Cronologia completa delle presenze e delle reti in nazionale ― Danimarca | Cronologia completa delle presenze e delle reti in nazionale ― Danimarca | Cronologia completa delle presenze e delle reti in nazionale ― Danimarca |
| Data                                                                     | Città                                                                    | In casa                                                                  | Risultato                                                                | Ospiti                                                                   | Competizione                                                             | Reti                                                                     | Note                                                                     |
| ------------------------------------------------------------------------ | ------------------------------------------------------------------------ | ------------------------------------------------------------------------ | ------------------------------------------------------------------------ | ------------------------------------------------------------------------ | ------------------------------------------------------------------------ | ------------------------------------------------------------------------ | ------------------------------------------------------------------------ |
| 24-2-1993                                                                | Mar del Plata                                                            | Argentina                                                                | 1 – 1 dts (5 - 3 dtr)                                                    | Danimarca                                                                | Coppa Artemio Franchi                                                    | -                                                                        | 120’                                                                     |
| 2-6-1993                                                                 | Copenaghen                                                               | Danimarca                                                                | 4 – 0                                                                    | Albania                                                                  | Qual. Mondiali 1994                                                      | -                                                                        |                                                                          |
| Totale                                                                   |                                                                          | Presenze                                                                 | 2                                                                        |                                                                          | Reti                                                                     | 10                                                                       |                                                                          |

| Cronologia completa delle presenze e delle reti in nazionale ― Danimarca olimpica | Cronologia completa delle presenze e delle reti in nazionale ― Danimarca olimpica | Cronologia completa delle presenze e delle reti in nazionale ― Danimarca olimpica | Cronologia completa delle presenze e delle reti in nazionale ― Danimarca olimpica | Cronologia completa delle presenze e delle reti in nazionale ― Danimarca olimpica | Cronologia completa delle presenze e delle reti in nazionale ― Danimarca olimpica | Cronologia completa delle presenze e delle reti in nazionale ― Danimarca olimpica | Cronologia completa delle presenze e delle reti in nazionale ― Danimarca olimpica |
| Data                                                                              | Città                                                                             | In casa                                                                           | Risultato                                                                         | Ospiti                                                                            | Competizione                                                                      | Reti                                                                              | Note                                                                              |
| --------------------------------------------------------------------------------- | --------------------------------------------------------------------------------- | --------------------------------------------------------------------------------- | --------------------------------------------------------------------------------- | --------------------------------------------------------------------------------- | --------------------------------------------------------------------------------- | --------------------------------------------------------------------------------- | --------------------------------------------------------------------------------- |
| 28-7-1992                                                                         | Saragozza                                                                         | Danimarca olimpica                                                                | 0 – 0                                                                             | Ghana olimpica                                                                    | Olimpiadi 1992 - 1º turno                                                         | -                                                                                 |                                                                                   |
| 30-7-1992                                                                         | Sabadell                                                                          | Danimarca olimpica                                                                | 0 – 3                                                                             | Australia olimpica                                                                | Olimpiadi 1992 - 1º turno                                                         | -                                                                                 |                                                                                   |
| Totale                                                                            |                                                                                   | Presenze                                                                          | 2                                                                                 |                                                                                   | Reti                                                                              | 0                                                                                 |                                                                                   |

## Palmarès

### Competizioni nazionali
- Campionato danese: 1

Silkeborg: 1993-1994
- Coppa di Danimarca: 1

Silkeborg: 200-2001